# ČT24
ČT24 — чеський інформаційний телеканал, що належить компанії ČT. Канал є 24-годинним новинним каналом що транслює щогодинні випуски новин, розширені економічні та культурні новини, обговорення, журнали, економічні огляди тощо. Надалі планується доповнити додатковими послугами — текстову інформацію, діаграми, карти, словники, практичну інформацію, а також словесний опис візуальних сцен для сліпих.

## Мовлення
ČT24 транслюється в прямому ефірі через інтернет, а також з супутників Astra 3A, Astra 1KR і Intelsat.